# Hidatiformna mola
Hidatiformna mola (lat. mola hydatiformis), mola hidatidoza, grozdasta mola i grozdasta potajnica su nazivi za gestacijsko trofoblastični poremećaj koji nastaje abnormalnom oplodnjom, što dovodi do kromsomskih poremećaja, koji sprečavaju normalan razvoj ploda, a posteljicu pretvaraju u grozdastu tvorbu.
Hidatiformna mola spada u skupinu gestacijski trofoblastičnih bolesti. 
Konceptus (naziv za plod zajedno sa svim ostalim strukturama nastalim iz zigote), kod hidatiformne mole, karakterizira hiperplastično trofoblastno tkivo priraslo na posteljicu i manji embrioblast nego kod normalnog embrija. 
Hidatiformna mola može biti kompletna ili parcijalna.
- Kompletna hidatiformna mola, najčešće nastaje kada jajnu stanicu oplodi spermij, koji nakon toga udvostruči svoju DNK (androgeneza). Takva stanica ima 46 kromosoma, ali svi su podrijetlom od oca. U 90% slučajeva udvostruči se očevi kromosomi (23, X) jednog spermija, dok kod 10% slučajeva dolazi do oplodnje praznog jajašca dvama spermijima, što može rezultirati kariotipom 46 XX ili 46 XY.  Iznimno rijetko dolazi do razvoja ploda.
- Parcijalna hidatiformna mola najčešće nastaje kada jajnu stanicu oplode dva spermija. Takva stanica može biti triploidna (69 kromosoma = 46 očevih + 23 majčinih) ili čak tetraploidna. Kod parcijalne mole plod se djelomično razvije, ali umre rano u trudnoći.

## Klinička slika
Maternica kod kompletne mole obično je veća nego očekivana kod normalne trudnoće, dok kod parcijalne može biti i manja. Prisutan je vodenast iscjedak iz vagine zbog pucanja mjehurića mole oko 12. tjedna, a kasnije može doći i do bezbolnog krvarenja zbog ljuštenja podloge. Ponekad izlaze i cijeli mjehurići mole. Prisutni su i mučnina i povraćanje.

## Dijagnoza i liječenje
Mola se dijagnosticira ultrazvukom, a sigurna dijagnoza se postiže patohistološkim pregledom. Bolesnice s molom najčešće spontano pobace. Mola se odstranjuje (aspiracijskom evakuacijom, kiretažom), a nakon odstranjivanja bolesnica mora biti pod kontrolom (ginekološki pregled, rtg-pluća, ß-HCG u serumu) najmanje godinu dana kako bi se na vrijeme mogla otkriti invazivna mola ili koriokarcinom koji može nastati.    
U tom vremenu bolesnica ne smije ostati trudna. 